# تپه شیرخان
تپه شیرخان مربوط به سدهٔ ۶ تا ۹ هجری است و در شهرستان تایباد، بخش باخرز، دهستان باخرز، ۱ کیلومتری شمال روستای جیزآباد واقع شده و این اثر در تاریخ ۲۶ دی ۱۳۸۶ با شمارهٔ ثبت ۲۰۵۸۰ به‌عنوان یکی از آثار ملی ایران به ثبت رسیده است.